# Vagabondsolfjäderstjärt
Vagabondsolfjäderstjärt (Rhipidura semicollaris) är en fågel i familjen solfjäderstjärtar inom ordningen tättingar.

## Utseende och
Vagabondsolfjäderstjärten är en typisk solfjäderstjärt med lång, ljusspetsad stjärt och en tunn näbb. Fjäderdräkten varierar kraftigt geografiskt. De flesta bestånd har rostrött på rygg och övergump, men fåglar på små öar utanför Västpapua samt i delar av Bandasjön är helt bruna ovan. Noterbart är även en svart ansiktsmask och ett svart halsband med varierande mängd svarta fläckar på bröstet. 

## Utbredning och systematik
Vagabondsolfjäderstjärt delas in i nio underarter med följande utbredning:
- Rhipidura semicollaris squamata – förekommer i Bandaöarna, på öarna Kekek och Lawin (öster om Obi i nordcentrala Moluckerna), Raja Ampatöarna (nordväst om Nya Guinea) och ön Babi i Aruöarna sydväst om Nya Guinea
- Rhipidura semicollaris celebensis – förekommer på öarna Tanahjampea och Kalao i Floreshavet
- Rhipidura semicollaris mimosae – förekommer på ön Kalaotoa i Floreshavet
- Rhipidura semicollaris sumbensis – förekommer på Sumba och Sawu i Små Sundaöarna

- Rhipidura semicollaris semicollaris – förekommer från Flores till Timor och Wetar i Små Sundaöarna
- Rhipidura semicollaris elegantula – förekommer på de östra Små Sundaöarna (Leti, Moa, Romang och Damar)
- Rhipidura semicollaris reichenowi – förekommer på Babaröarna, i östra Små Sundaöarna
- Rhipidura semicollaris hamadryas – förekommer på Tanimbaröarna i Arafurahavet
- Rhipidura semicollaris henrici – förekommer på Seram Laut (sydöst om Seram), Tayandu (väster om Kaiöarna och i Aruöarna

Tidigare kategoriserades den som underart till arafurasolfjäderstjärt (R. dryas) och vissa gör det fortfarande. Sedan 2023 urskiljs den dock som egen art av IOC och eBird/Clements.

## Levnadssätt
Vagabondsolfjäderstjärt hittas i områden med tät vegetation, även i mangroveskogar. Där födosöker den aktivt nära marken och reser då ofta och spreder ut sin stjärt. 

## Status
IUCN erkänner den ännu inte som art, varför dess hotstatus inte bestämts.